# Sjuslo (jezik)
Sjuslo (engleski: Siuslaw) (ISO 639-3: sis), izumrli jezik Siuslaw Indijanaca s rijeke Siuslaw u zapadnom Oregonu. Pripadao je jezičnoj porodici jakona, koja je činila dio velike porodice penutskih jezika. 
Njihovi potomci, oko pedesetak, danas žive među Indijancima Lower Umpqua i Kus u Oregonu i govore engleski.

## Vanjske poveznice
- Ethnologue (14th)
- Ethnologue (15th)